# Европейски път E42
Европейски път Е42 е европейският автомобилен маршрут от категория А, свързващ градовете Дюнкерк (Франция) и Ашафенбург (Германия). Дължината на маршрута е 680 km.

## Маршрут
Маршрутът на Е42 преминава през 3 европейски страни:
- Франция: Дюнкерк – Лил —
- Белгия: Монс – Шарлероа – Намур – Лиеж – Санкт Вит —
- Германия: Витлих – Бинген ам Рейн – Висбаден – Франкфурт на Майн – Ашафенбург

Е42 е свързан със следните маршрути:
| - E19 - Е420 - E411 - E25 | - E40 - E46 - E313 - E421 | - E31 - Е35 - Е451 - E41 |

## Галерия
- Е42 във Франция
- Е42 в Белгия
- Е42 край Монс
- Е42 на белгийско-немската граница
- Изглед на Е42 от самолет
- Пътен знак на границата на Валония, Белгия